# よさこい温泉
よさこい温泉（よさこいおんせん）は、高知県安芸郡芸西村にある温泉。一軒宿の「メルキュール高知土佐リゾート&スパ」で湧出している。

## 泉質
- ナトリウム-塩化物泉
  - 泉温　27.3℃

## 温泉地
土佐湾を望む高台に位置する一軒宿の「メルキュール高知土佐リゾート&スパ」内地下1000メートルから湧出する温泉。
露天風呂のみ、温泉を引湯している。日帰り入浴可能。

## 歴史
- 1988年（昭和63年）4月、創業。
- 2011年（平成23年）、リニューアルオープン。

名称の由来は、高知で開かれる「よさこい祭」に因む。

## アクセス
- 高知龍馬空港から、車で20分。
- 土佐くろしお鉄道ごめん・なはり線西分駅より、徒歩20分。
- 高知自動車道南国ICより、国道55号経由で車で30分。